# Saintmotelevision
Saintmotelevision è il secondo album in studio del gruppo musicale statunitense Saint Motel, pubblicato nel 2016.

## Tracce
1. Move – 3:09
2. Getaway – 3:02
3. Destroyer – 3:12
4. Born Again – 3:27
5. Sweet Talk – 3:12
6. You Can Be You – 2:58
7. For Elise – 3:23
8. Local Long Distance Relationship (LA2NY) – 3:21
9. Slow Motion – 2:57
10. Happy Accidents – 3:03